# Педченко Галина Данилівна
Гали́на Дани́лівна Пе́дченко (до шлюбу Бо́ндар; 16 грудня 1926, Лиса Гора — 26 грудня 2016, Первомайськ) — українська громадська діячка, поетеса. Очолювала Фонд культури та мистецтв «Ольвія».

## Біографія
Народилася 16 грудня 1926 року в селі Лиса Гора на Миколаївщині. У 1930 році переїжджає в місто Первомайськ. У 1939 році через переслідування батька сім'я переїхала до Киргизстану, в місто Таш-Кумир. Вчилася у залізничному технікумі, а після загибелі у 1943 році батька пішла у дворічну школу радистів, яку закінчила у 1945 році.
У 1945—1954 роках мешкала і працювала в горах Тянь-Шаню, потім разом із чоловіком та дітьми повернулась на Батьківщину.
З 1970 року переїздить до Первомайська, де з 1972 року почала писати. Працювала в Літературному об'єднанні при редакції газети «Прибузький комунар», яким керував В. П. Годований.
У 1985—1986 роках — керувала Літературним об'єднанням. Спочатку творила російською мовою, згодом рідною українською.
Друкувалась у провідних виданнях України та СРСР, зокрема «Вечерняя Одесса», «Радянська Україна», в журналі «Работница». Першу збірку видала під назвою «Вітрякові крила». Збірка «Злива» вийшла в 2000 році, куди ввійшла і частина віршів із збірки «Дом в сердце». В збірку «Намалюй мені сонце» ввійшли і «Легенди рідного краю». З 1999 року — голова Фонду культури та мистецтв «Ольвія».

## Збірки поезій
- «Вітрякові крила» (1998).
- «Злива» (1998).
- «Сльози Купави».
- «Намалюй мені сонце» (2000).
- «Серце на долоні» (2004).
- «Калиновий вітер» (2015).

## Вшанування пам'яті
Розпорядженням голови Миколаївської обласної державної адміністрації вiд 26 липня 2024 року № 273-р вулиця Олександра Грибоєдова в місті Первомайську перейменована на вулицю Галини Педченко.